# Kim Salomon

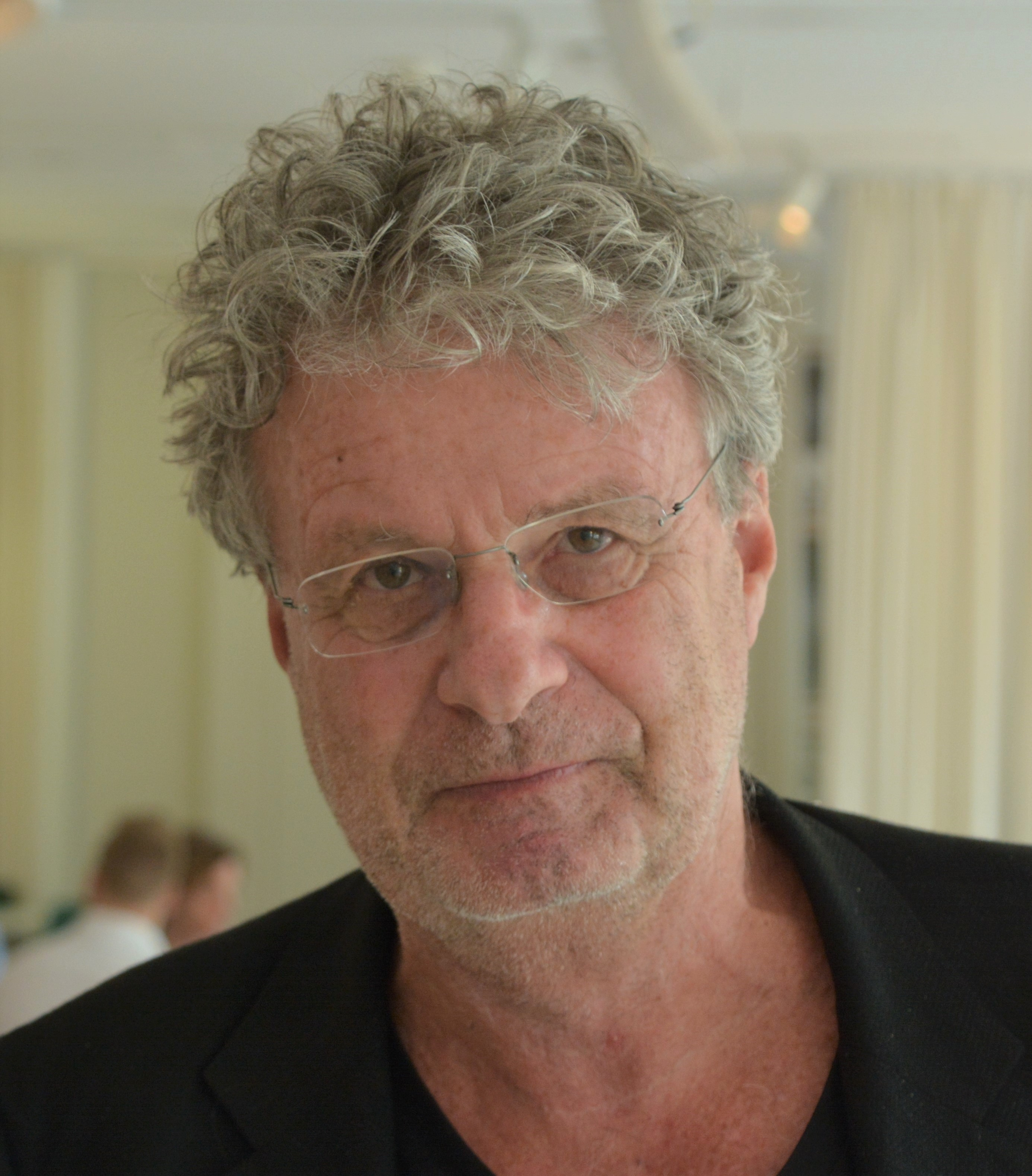
Kim Salomon (2017)

Kim Eskild Salomon (* 31. Juli 1948 in Dänemark) ist ein aus Dänemark stammender Historiker und Hochschullehrer an der Universität Lund.

## Leben und Wirken
Kim Salomon studierte Geschichte an der schwedischen Universität Lund und promovierte dort 1980. In seiner Dissertation behandelte er die Situation der deutschen Minderheit in Dänemark in den Jahren von 1920 bis 1933. Salomon arbeitete lange Zeit als Journalist – etwa für das Svenska Dagbladet – und war wissenschaftlicher Mitarbeiter am Außenpolitischen Institut in Stockholm. Im Jahre 1996 wurde er Professor für Geschichte an der Universität Lund. Außerdem arbeitet er an verschiedenen wissenschaftlichen Institutionen seines Landes vor allem im Bereich der geschichtswissenschaftlichen Forschung mit.
Salomon beschäftigt sich vor allem mit Fragen der Zeitgeschichte, der Friedensforschung und Friedensbewegung, vor allem auch in Schweden. Für seine Forschung erhielt er 2016 den schwedischen Rausing-Preis.
Er ist verheiratet mit der Kunsthistorikerin Sara Kristoffersson.

## Veröffentlichungen (Auswahl)
- (Mitautor): Sven Tägil u. a.: Studying boundary conflicts. A theoretical framework (= Lund studies in international history. Bd. 9). Esselte Studium, Stockholm 1977

- Konflikt i graenseland. Sociale og nationale modsaetninger i Sønderjylland, 1920 - 33. Gyldendal, Copenhagen 1980, ISBN 87-01-98021-1 (= Dissertation Universität Lund).
- Pluralismens graenser. Et studie i forklaringer pa dansk-tyske konflikter i Slesvig. In: Scandia. Bd. 47 (1981), S. 5–28.
- Fredsbevaegelser. Gyldendal, Copenhagen 1985.
- The peace movement - an anti-establisment movement. In: Journal of peace research. Bd. 23 (1986), S. 115–127.
- Refugees in the Cold War. Toward a new international refugee regime in the early postwar era (= Lund studies in international history. Bd. 27). Lund University Press, Lund 1991, ISBN 91-7966-165-3.
- What is the Use of International History? In: Journal of peace research. Bd. 30 (1993), S. 375–389.
- Rebeller i takt med tiden. FNL-rörelsen och 60-talets politiska ritualer. Rabén Prisma, Stockholm 1996, ISBN 91-518-2990-8.
- (Red.): Det röda Lund. Berättelser om 1968 och studentrevolten. Lunds Universitetshistoriska Sällskap, Lund 1998, ISBN 91-88930-27-0.
- (Red.): Hotad idyll. Berättelser om svenskt folkhem och kallt krig. Nordic academic press, Lund 2004, ISBN 91-89116-76-3.
- En femtiotalsberättelse. Populärkulturens kalla krig i folkhemssverige. Atlantis, Stockholm 2007, ISBN 978-91-7353-159-7.
- Jag anklagar ...! De intellektuellas historia. Natur & Kultur, Stockholm 2020, ISBN 978-91-27-14778-2.
- (mit Klas-Göran Karlsson): 1920-talet. En spegel för vår tid. Natur & Kultur, Stockholm 2024, ISBN 978-91-27-18610-1.